# Forres Mechanics F.C.
Forres Mechanics Football Club là một câu lạc bộ bóng đá đến từ thị trấn Forres, Moray, hiện tại đang thi đấu ở Highland Football League. Họ chơi trên sân nhà Mosset Park. Forres Mechanics là câu lạc bộ bóng đá lâu đời nhất vùng Bắc Scotland và là một trong hai đội đầu tiên duy nhất thi đấu ở Highland League kể từ mùa giải đầu tiên năm 1893, cùng với Clachnacuddin.

## Lịch sử
Tên gọi bất thường của đội bóng được lấy từ Mechanics Institute hoặc có thể là một nhóm các thợ thủ công hoặc thợ cơ khí tách ra từ một đội Forres trước đó để thành lập một câu lạc bộ của riêng họ. Forres Mechanics vô địch Highland League 2 lần: ở mùa giải 1985–86 và 2011–12.
Ngày 29 tháng 9 năm 2012, Forres Mechanics vinh dự đấu với đội bóng danh tiếng nhất trong nhiều năm qua khi thua với tỉ số 1–0 trước Rangers trong giải Scottish Cup 2012–13.

## Danh hiệu
- Highland Football League: 1985–86, 2011–12
- Scottish Qualifying Cup: 1963–64
- Scottish Supplementary Cup (North): 1954–55
- Highland League Cup: 1946–47, 1954–55, 1984–85, 1998–99, 2000–01, 2001–02, 2009–10
- North of Scotland Cup: 1907–08, 1926–27, 1935–35, 1957–58, 1966–67, 1986–87, 2004–05, 2010–11
- Inverness Cup: 1985–86, 1989–90, 2005–06
- Elgin & District Cup: 1892–93, 1893–94, 1894–95, 1900–01, 1909–10, 1910–11, 1911–12, 1926–27, 1932–33

## Nhân sự

### Ban Quản lý
- Giám đốc: Charlie Rowley
- Huấn luyện viên: Russell McFee
- Cầu thủ/huấn luyện viên: Charlie Brown

### Đội hình chính
Ghi chú: Quốc kỳ chỉ đội tuyển quốc gia được xác định rõ trong điều lệ tư cách FIFA. Các cầu thủ có thể giữ hơn một quốc tịch ngoài FIFA.
| Số | VT | Quốc gia | Cầu thủ          |
| -- | -- | -------- | ---------------- |
| —  | TM | Scotland | Stuart Knight    |
| —  | TM | Scotland | Steven Simpson   |
| —  | HV | Scotland | Simon Allan      |
| —  | HV | Scotland | Gordon Finlayson |
| —  | HV | Scotland | Graham Fraser    |
| —  | HV | Scotland | Steven Fraser    |
| —  | HV | Scotland | Graeme Grant     |
| —  | HV | Scotland | Connor MacIver   |
| —  | HV | Scotland | Aaron McLellan   |
| —  | HV | Scotland | Paul Smith       |
| —  | TV | Scotland | Drew Howard      |
| —  | TV | Scotland | Duncan Jones     |

| Số | VT | Quốc gia | Cầu thủ            |
| -- | -- | -------- | ------------------ |
| —  | TV | Gruzia   | Dachi Khutsishvili |
| —  | TV | Scotland | Ross MacPherson    |
| —  | TV | Scotland | Scott Moore        |
| —  | TV | Scotland | Ross Paterson      |
| —  | TV | Scotland | Kyle Scott         |
| —  | TV | Scotland | Stuart Soane       |
| —  | TĐ | Scotland | Liam Baxter        |
| —  | TĐ | Scotland | Fraser Forbes      |
| —  | TĐ | Scotland | Lee Fraser         |
| —  | TĐ | Scotland | Brandon Hutcheson  |
| —  | TĐ | Scotland | Craig McGovern     |